# Rentarō Mikuni
Rentarō Mikuni (三國 連太郎 Mikuni Rentarō?, n. 20 ianuarie 1923, Ota, Gunma, Japonia – d. 14 aprilie 2013, Inagi, Tōkyō, Japonia), pe numele său real Masao Satō, a fost un actor și regizor de film japonez.

## Biografie
Rentarō Mikuni, al cărui nume real a fost Masao Satō, s-a născut ca fiu al unei femei care rămăsese însărcinată în timp ce lucra ca servitoare. Mama sa s-a căsătorit apoi cu un electrician care învățase meserie în timp ce slujea în armată, iar pe acest bărbat Mikuni l-a considerat tatăl său. Tatăl său vitreg a fost membru al burakumin, iar Mikuni a suferit de pe urma discriminărilor în copilărie, fiind, de exemplu, primul suspectat atunci când era furată o bicicletă. El a urmat studii elementare și a sperat atunci să muncească alături de tatăl său vitreg, dar acesta din urmă a insistat ca el să urmeze studii medii. Mikuni a abandonat de mai multe ori școala și a fugit de acasă, dar poliția l-a trimis în mod repetat acasă de la Tokyo. A reușit să scape în cele din urmă și de la vârsta de șaisprezece ani până la douăzeci de ani a hoinărit prin Japonia și Coreea (aflată atunci sub administrație japoneză), practicând diferite meserii. La vârsta de douăzeci de ani a primit ordin de încorporare în Armata Japoneză.
Mikuni a încercat să se sustragă acestui ordin, dar a fost arestat de poliție pe baza informațiilor oferite de mama sa. În loc să fie pedepsit, el a fost pur și simplu trimis să servească în China. A făcut parte dintr-o unitate de soldați necorespunzători și incompetenți și nu a tras niciodată cu o armă împotriva inamicului.
După ce s-a întors în Japonia, a practicat câteva meserii ciudate. Cariera sa de actor a început atunci când i s-a cerut să ia parte la o probă de filmare. La vremea respectivă nu avea intenția de a deveni actor și a participat la acea probă doar pentru că i s-au promis niște tichete de masă. A debutat ca actor în anul 1951 în filmele companiei Shōchiku și a adoptat ca pseudonim numele personajului jucat în primul său film, Le Bon Démon (善魔 Zen-ma?) al lui Keisuke Kinoshita. Pentru acel rol a obținut premiul Panglica Albastră pentru cel mai bun actor debutant. Rentarō Mikuni, cu fața sa lungă și cu privirea sa calmă, a devenit un actor popular în rândul publicului tânăr datorită reputației sale de rebel gen Marlon Brando.
A apărut în peste 170 de filme între 1951 și 2004. A câștigat trei premii ale Academiei Japoneze de Film pentru cel mai bun actor și a fost nominalizat la alte șapte premii. A câștigat, de asemenea, două premii Panglica Albastră pentru cel mai bun actor în 1960 și în 1989. El a regizat, de asemenea, două filme: Funiku no mure in 1965 și Shinran ou la voix immaculée în 1987. Filmul Shinran ou la voix immaculée a obținut Premiul Juriului la Festivalul Internațional de Film de la Cannes.
Rentarō Mikuni este tatăl actorului Kōichi Satō. A murit de insuficiență cardiacă acută în anul 2013, la vârsta de 90 de ani.

## Filmografie selectivă

### Regizor
- 1965: Funiku no mure (腐肉の群れ?)
- 1987: Shinran ou la voix immaculée (親鸞 白い道 Shinran: Shiroi michi?) + scenarist

### Actor

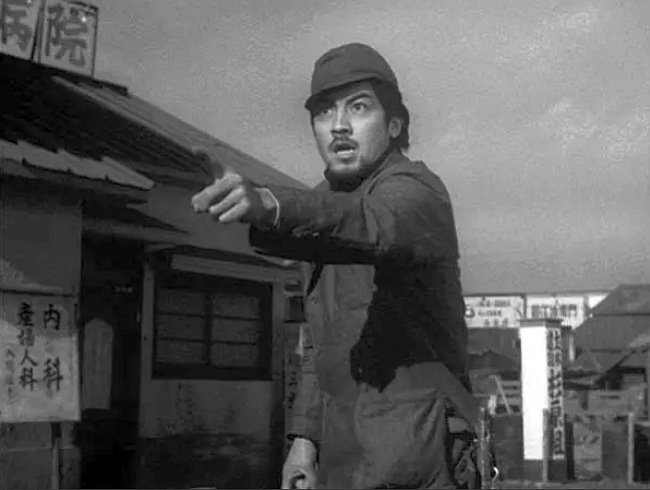
Rentarō Mikuni în Pas de consultations aujourd'hui (1952).

#### Anii 1950
- 1951: Le Bon Démon (善魔 Zen-ma?), regizat de Keisuke Kinoshita - jurnalistul Rentarō Mikuni
- 1951: Enfance (少年期 Shōnenki?), regizat de Keisuke Kinoshita - profesorul Shimomura
- 1951: Feux d'artifice sur la mer (海の花火 Umi no hanabi?), regizat de Keisuke Kinoshita - Tsuyoshi Yabuki
- 1951: Inochi uruwashi (命美わし?), regizat de Hideo Ōba - Hirokazu Imura
- 1951: Les Cahiers Inazuma (稲妻草紙 Inazuma sōshi?), regizat de Hiroshi Inagaki - Genzaburo Funaki
- 1952: Pas de consultations aujourd'hui (本日休診 Honjitsu kyūshin?), regizat de Minoru Shibuya - Yusaku
- 1952: Kin no tamago (金の卵?), regizat de Yasuki Chiba
- 1952: Les Vauriens de l'époque Sengoku (戦国無頼 Sengoku burai?), regizat de Hiroshi Inagaki - Tachibana Jurata[12]
- 1952: La Femme de Shanghai (上海の女 Shanhai no onna?), regizat de Hiroshi Inagaki - Manabe, primul locotenent
- 1952: Shishunki (思春期?), regizat de Seiji Maruyama - profesorul Harada
- 1952: La Belle et le Voleur (美女と盗賊 Bijo to tozoku?), regizat de Keigo Kimura - Kuroki no Jiro
- 1952: Murmure du printemps (春の囁き Haru no sasayaki?), regizat de Shirō Toyoda - Yasuzo Yoshimura
- 1953: Fukeyo harukaze (吹けよ春風?), regizat de Senkichi Taniguchi - spărgătorul
- 1953: Un couple (夫婦 Fūfu?), regizat de Mikio Naruse - Ryota Takemura
- 1953: La Ville où sont les amoureux (恋人のいる街 Koibito-tachi no iru machi?), regizat de Yutaka Abe - Rokutaro Taninaka
- 1953: Tōbō chitai  (逃亡地帯?), regizat de Toshio Sugie
- 1953: Épouse (妻 Tsuma?), regizat de Mikio Naruse - Tadashi Tanimura
- 1953: Aijō ni tsuite (愛情について?), regizat de Yasuki Chiba - Ryosuke, Hirotsu
- 1953: La Révolution bleue (青色革命 Aoiro kakumei?), regizat de Kon Ichikawa - Fukuzawa
- 1953: Eagle of the Pacific (太平洋の鷲 Taiheiyō no washi?), regizat de Ishirō Honda - ofițer de stat major
- 1953: Les Amants (愛人 Aijin?), regizat de Kon Ichikawa - Sugawa
- 1953: Hanjiro Omatsuri (お祭半次郎 Omatsuri Hanjirō?), regizat de Hiroshi Inagaki - Itahachi Yamane
- 1953: Akasen kichi (赤線基地?), regizat de Senkichi Taniguchi - Koichi Kawanabe
- 1954: Saraba Rabauru (さらばラバウル?), regizat de Ishirō Honda - căpitanul Katase
- 1954: Itsuko to sono haha (伊津子とその母?), regizat de Seiji Maruyama - Yasukazu Sugi
- 1954: Dorodarake no seishun (泥だらけの青春?), regizat de Ichirō Sugai - Shigeki Kaji
- 1954: La Légende de Musashi (武蔵 宮本 Miyamoto Musashi?), regizat de Hiroshi Inagaki - Honiden Matahachi[13]
- 1955: Journal d'un policier (警察日記 Keisatsu nikki?), regizat de Seiji Hisamatsu - polițistul Hanakawa
- 1955: Ashita kuru hito (あした来る人?), regizat de Yūzō Kawashima - Jiro Sone
- 1955: Mittsu no kao (三つの顔?), regizat de Umetsugu Inoue - Kenichiro Kishi, Gang
- 1955: Chacun dans sa coquille (自分の穴の中で Jibun no ana no nakade?), regizat de Tomu Uchida - Shonosuke Ihara
- 1955: Zoku keisatsu nikki (続警察日記?), regizat de Seiji Hisamatsu - Koji Hanamura
- 1956: La Harpe de Birmanie (ビルマの竪琴 Biruma no tategoto?), regizat de Kon Ichikawa - căpitanul Inouye
- 1956: Shi no jūjiro  (死の十字路?), regizat de Umetsugu Inoue - Ise
- 1956: La Rive de l'errance (流離の岸 Ryūri no kishi?), regizat de Kaneto Shindō - Ryukichi Fukase
- 1956: Niko-yon monogatari (ニコヨン物語?), regizat de Umetsugu Inoue - Tenka no Tame-san
- 1957: Les Demi-frères (異母兄弟 Ibo kyōdai?), regizat de Miyoji Ieki - Hantaro Kido
- 1957: Washi to taka (鷲と鷹?), regizat de Umetsugu Inoue - Sasaki
- 1957: La Vertu chancelante (美徳のよろめき Bitoku no yoromeki?), regizat de Kō Nakahira - Ichiro Kurakoshi
- 1958: Rumeurs de la nuit (夜の鼓 Yoru no tsuzumi?), regizat de Tadashi Imai - Hikokuro Ogura
- 1958: Kaze to onna to tabigarasu (風と女と旅鴉?), regizat de Tai Katō - Sentaro
- 1958: Désir (欲 Yoku?), regizat de Heinosuke Gosho - Daigoro Furumaki
- 1958: La Fête des forêts et des lacs (森と湖のまつり Mori to mizuumi no matsuri?), regizat de Tomu Uchida - Takeshi Ohiwa
- 1959: Le Chant de la carriole (荷車の歌 Niguruma no uta?), regizat de Satsuo Yamamoto - Moichi
- 1959: Kiku et Isamu (キクとイサム Kiku to Isamu?), regizat de Tadashi Imai - tipograful
- 1959: Un jour comme un autre (今日もまたかくてありなん Kyō mo mata kakute arinan?), regizat de Keisuke Kinoshita - Kenzo Akada

#### Anii 1960
- 1960: Ōinaru tabiji (大いなる旅路?), regizat de Hideo Sekigawa - Kozo Iwami
- 1960: Ikinuita 16 nen: Saigo no nippon-hei (生き抜いた１６年 最後の日本兵?), regizat de Masuichi Iizuka - ofițerul Ito
- 1960: Ōinaru bakushin (大いなる驀進?), regizat de Hideo Sekigawa - Yoshito Matsuzaki
- 1961: La Légende de Musashi Miyamoto (宮本武蔵 Miyamoto Musashi?), regizat de Tomu Uchida - Muneaki Takuan
- 1961: Machi (街?), regizat de Miyoji Ieki - tatăl tânărului
- 1961: Le Piège (飼育 Shiiku?), regizat de Nagisa Ōshima - Kazumasa Takano
- 1961: L'Enfant nu (はだかっ子 Hadakakko?), regizat de Tomotaka Tasaka - Ozawa-ojisan
- 1962: Le Révolté (天草四郎時貞 Amakusa shiro tokisada?), regizat de Nagisa Ōshima - Uemonsaku
- 1962: Le Serment rompu (破戒 Hakai?), regizat de Kon Ichikawa - Rentaro Inoko
- 1962: Harakiri (切腹 Seppuku?), regizat de Masaki Kobayashi - Kageyu Saitō[14]
- 1962: Ankokugai saigo no hi (暗黒街最後の日?), regizat de Umetsugu Inoue - Akutagawa
- 1962: Tōkyō antachaburu (東京アンタッチャブル?), regizat de Shinji Murayama - Naoto Nishiyama
- 1962: Les Moines lanciers du temple Hozoin (宮本武蔵 般若坂の決斗 Miyamoto Musashi: Hannyazaka no kettō?), regizat de Tomu Uchida - Muneaki Takuan
- 1962: Ōshō, le joueur d'échecs (王将 Ōshō?), regizat de Daisuke Itō - Sankichi Sakata
- 1963: Mushukunin-betsuchō (無宿人別帳?), regizat de Kazuo Inoue - Shinpei
- 1963: Tōkyō antacchaburu: Dassō (東京アンタッチャブル 脱走?), regizat de Hideo Sekigawa - Naoto Nishiyama
- 1963: Une forteresse pour nous deux (二人だけの砦 Futari dake no toride?), regizat de Minoru Shibuya - Kameo Isomura
- 1963: Rikugun zangyaku monogatari (陸軍残虐物語?), regizat de Jun'ya Satō - Yahichi Inumaru
- 1963: Bakurō ichidai (馬喰一代?), regizat de Masaharu Segawa - Yonetaro Katayama
- 1963: Zoku ōsho (続・王将?), regizat de Jun'ya Satō - Sankichi Sakata
- 1964: Seul contre tous à Ichijoji (宮本武蔵 一乗寺の決斗 Miyamoto Musashi: Ichijōji no kettō?), regizat de Tomu Uchida (nemenționat)
- 1964: Muhomatsu no issho (無法松の一生?) - Matsugoro
- 1964: Une histoire d'Echigo (越後つついし親不知 Echigo tsutsuishi oyashirazu?), regizat de Tadashi Imai - Gonta
- 1964: Hommes, porcs et loups (狼と豚と人間 Ōkami to buta to ningen?), regizat de Kinji Fukasaku - Ichiro, cel mai mare
- 1964: Kwaidan (怪談 Kaidan?), regizat de Masaki Kobayashi - soțul (segmentul „Părul negru”)
- 1965: Le Détroit de la faim (飢餓海峡 Kiga kaikyo?), regizat de Tomu Uchida - Takichi Inukai / Kyoichiro Tarumi
- 1965: Les Contes du voleur japonais (にっぽん泥棒物語 Nippon dorobō monogatari?), regizat de Satsuo Yamamoto - Gisuke Hayashida
- 1965: Duel de l'aube (宮本武蔵 巌流島の決斗 Miyamoto Musashi: Ganryū-jima no kettō?) - Takuan
- 1966: Chantage (脅迫（おどし） Odoshi?), regizat de Kinji Fukasaku - Misawa
- 1966: Aiyoku (愛欲?), regizat de Jun'ya Satō - Tetsuya Ezaki
- 1966: Shokei no shima (処刑の島?), regizat de Masahiro Shinoda - Daigoku / Kenuma
- 1966: Il n'y a pas de lendemain dans les lois de l'enfer (地獄の掟に明日はない Jigoku no okite ni asu wa nai?), regizat de Yasuo Furuhata - Genichiro Gunji
- 1967: La légende de Zatoïchi - Le Justicier (座頭市牢破り Zatōichi rōyaburi?) - Asagoro
- 1968: Neon taiheiki (ネオン太平記?), regizat de Tadahiko Isomi
- 1968: Profonds désirs des dieux (神々の深き欲望 Kamigami no Fukaki Yokubo?), regizat de Shōhei Imamura - Nekichi Futori, fiul încătușat
- 1969: Assassins d'honneur (新選組 Shinsengumi?), regizat de Tadashi Sawashima - Kamo Serizawa[15]

#### Anii 1970
- 1970: Ezo yakata no ketto (蝦夷館の決闘?), regizat de Kengo Furusawa - Shinbei Usa
- 1970: Yajū toshi (野獣都市?), regizat de Jun Fukuda - Ishihama
- 1970: La Guerre et les Hommes I (戦争と人間 第一部 運命の序曲 Sensō to nigen?), regizat de Satsuo Yamamoto - Komajiro Shimada
- 1971: Naikai no wa (内海の輪?), regizat de Kōichi Saitō - Keitaro Nishida
- 1971: Duel à mort (真剣勝負 Miyamoto Musashi: Shinken shobu?), regizat de Tomu Uchida - Baiken Shishido
- 1971: Yomigaeru daichi (甦える大地?), regizat de Noboru Nakamura - Eisuke Noda
- 1971: 3000 kiro no wana (３０００キロの罠?), regizat de Jun Fukuda
- 1971: La Guerre et les Hommes II (戦争と人間 第二部 愛と悲しみの山河 Sensō to ningen II: Ai to kanashimino sanga?), regizat de Satsuo Yamamoto - Komajiro Shimada
- 1971: Aveux, Théorie, Actrices (告白的女優論 Kokuhakuteki joyūron?), regizat de Yoshishige Yoshida - Minakawa
- 1972: La Légende de Zatoïchi : Voyage à Shiobara (座頭市御用旅 Zatōichi goyō-tabi?), regizat de Kazuo Mori - Tetsugoro
- 1972: Le Rendez-vous (約束 Yakusoku?), regizat de Kōichi Saitō - polițist
- 1972: Les Jeunes Soldats de la marine sau La Cause éternelle (海軍特別年少兵 Kaigun tokubetsu nenshō-hei?), regizat de Tadashi Imai - Goichi Miyamoto
- 1972: Voyage solitaire (旅の重さ Tabi no omosa?), regizat de Kōichi Saitō - Kunitaro Matsuda
- 1973: Ai yori aoku (藍より青く?), regizat de Azuma Morisaki - Yukiyoshi
- 1973: Coup d'État (戒厳令 Kaigenrei?), regizat de Yoshishige Yoshida - Kazuki Kitamura / Ikki Kita
- 1974: Himiko (卑弥呼?), regizat de Masahiro Shinoda - Nashime
- 1974: Debout les damnés de la terre (襤褸の旗 Ranru no hata?), regizat de Kōzaburō Yoshimura - Seizo Tanaka
- 1974: Mesu (メス?), regizat de Masahisa Sadanaga - Shiro Kikukawa
- 1975: Ame no Amsterdam (雨のアムステルダム?), regizat de Koreyoshi Kurahara - Masaoka
- 1975: Waga seishun no toki (わが青春のとき?), regizat de Tokihisa Morikawa - Kotaro Kamijo
- 1975: Éclipse solaire (金環蝕 Kinkanshoku?), regizat de Satsuo Yamamoto
- 1976: Hadashi no gen (はだしのゲン?), regizat de Tengo Yamada
- 1976: Kigeki daiyūkai (喜劇 大誘拐?), regizat de Yōichi Maeda - naratorul (voce)
- 1976: La Sorcière (妖婆 Yoba?), regizat de Tadashi Imai - ascetul
- 1976: The Inugamis (犬神家の一族 Inugami-ke no ichizoku?), regizat de Kon Ichikawa - Sahei Inugami
- 1977: Mont Hakkoda (八甲田山 Hakkodasan?), regizat de Shirō Moritani - comandantul Yamada
- 1977: Kuroki Tarō no ai to bōken (黒木太郎の愛と冒険?), regizat de Azuma Morisaki - Toyotaro
- 1977: L'Étendard des brumes (霧の旗 Kiri no hata?), regizat de Katsumi Nishikawa - Kinzo Otsuka
- 1978: Le Mois d'août sans empereur (皇帝のいない八月 Kōtei no inai hachigatsu?), regizat de Satsuo Yamamoto - Tameichiro Emi
- 1978: Yasei no shōmei (野性の証明?), regizat de Jun'ya Satō - Kazunari Ohba
- 1979: La vengeance est à moi (復讐するは我にあり Fukushū suruwa wareniari?), regizat de Shōhei Imamura - Shizuo Enokizu
- 1979: Le Col Nomugi / Vivre dans la joie (あゝ野麦峠 Ā, Nomugi tōge?), regizat de Satsuo Yamamoto - Tokichi Adachi

#### Anii 1980
- 1980: Akai shisen (赤い死線?) (serial TV) - Suzuki
- 1980: Misuta, Misesu, Misu Ronri (ミスター・ミセス・ミス・ロンリー?), regizat de Tatsumi Kumashiro - Hachiro Munakata
- 1981: La Ville des Asshii (アッシイたちの街 Asshii tachi no machi?), regizat de Satsuo Yamamoto - Shinji Sagawa
- 1981: Rennyo to sono haha (蓮如とその母?), regizat de Kihachirō Kawamoto - (voce)
- 1981: Sailor Suit and Machine Gun (セーラー服と機関銃 Sērā-fuku to kikanjū?), regizat de Shinji Sōmai - Hajime Sandaiji / Futoccho
- 1982: Mikan no taikyoku (未完の対局?), regizat de Jun'ya Satō - Rinsaku Matsunami
- 1984: Irodori-gawa (彩り河?), regizat de Haruhiko Mimura - Tadao Shimoda
- 1986: Promesse (人間の約束 Ningen no yakusoku?), regizat de Yoshishige Yoshida - Ryosaku Morimoto
- 1986: Hakō kirameku hate (波光きらめく果て?), regizat de Toshiya Fujita - Takeya Oumi
- 1987: Hotaru-gawa (螢川?), regizat de Eizō Sugawa - Shigetaki Mizushima
- 1987: Shinran ou la voix immaculée (親鸞 白い道 Shinran: Shiroi michi?), regizat de Rentarō Mikuni - Horai
- 1988: L'Inspectrice des impôts 2 (マルサの女2 Marusa no onna II?), regizat de Jūzō Itami - Teppei Onizawa
- 1988: Onimaru (嵐が丘 Arashi Ga Oka?), regizat de Yoshishige Yoshida - Takamaru
- 1988: Tsuribaka nisshi (釣りバカ日誌?), regizat de Tomio Kuriyama - Ichinosuke Suzuki
- 1989: Rikyu (利休?), regizat de Hiroshi Teshigahara - Rikyu[16]
- 1989: Tsuribaka nisshi 2 (釣りバカ日誌２?), regizat de Tomio Kuriyama - Ichinosuke Suzuki

#### Anii 1990
- 1990: Tsuribaka nisshi 3 (釣りバカ日誌３?), regizat de Tomio Kuriyama - Ichinosuke Suzuki
- 1991: Musuko (息子?), regizat de Yōji Yamada - Akio Asano
- 1991: Tsuribaka nisshi 4 (釣りバカ日誌４?), regizat de Tomio Kuriyama - Ichinosuke Suzuki
- 1992: La Princesse Go (豪姫 Gō-hime?), regizat de Hiroshi Teshigahara - Junsai
- 1992: La Mousse lumineuse (ひかりごけ Hikarigoke?), regizat de Kei Kumai - directorul școlii / căpitanul ambarcațiunii (două roluri diferite)
- 1992: Shōrishatachi (勝利者たち?), regizat de Shūe Matsubayashi - Daihachiro Kunitomo
- 1992: Tsuribaka nisshi 5 (釣りバカ日誌５?), regizat de Tomio Kuriyama - Ichinosuke Suzuki
- 1993: Le Grand Malade (大病人 Daibyōnin?), regizat de Jūzō Itami - Buhei Mikai
- 1993: Tsuribaka nisshi 6 (釣りバカ日誌６?), regizat de Tomio Kuriyama - Ichinosuke Suzuki
- 1994: The Friends (夏の庭 Natsu no niwa?), regizat de Shinji Sōmai - Kihachi Denpo
- 1994: Femme épanouie (女ざかり Onna-zakari?), regizat de Nobuhiko Ōbayashi - Juzo Urano
- 1994: Tsuribaka nisshi supesharu (釣りバカ日誌スペシャル?), regizat de Azuma Morisaki - Ichinosuke Suzuki
- 1994: Tsuribaka nisshi 7 (釣りバカ日誌７?), regizat de Tomio Kuriyama - Ichinosuke Suzuki
- 1995: San tabi no kaikyō  (三たびの海峡?), regizat de Seijirō Kōyama - Hah Shigun bătrân
- 1996: Oishinbo (美味しんぼ?), regizat de Azuma Morisaki - Yuzan Kaibara
- 1996: Tsuribaka nisshi 8 (釣りバカ日誌８?), regizat de Tomio Kuriyama - Ichinosuke Suzuki
- 1997: Tsuribaka nisshi 9 (釣りバカ日誌９?), regizat de Tomio Kuriyama - Ichinosuke Suzuki
- 1998: Tsuribaka nisshi 10 (釣りバカ日誌１０?), regizat de Tomio Kuriyama - Ichinosuke Suzuki
- 1998: Hana no oedo no tsuribaka nisshi (花のお江戸の釣りバカ日誌?), regizat de Tomio Kuriyama - Ichinosuke Suzuki
- 1999: Je veux vivre (生きたい Ikitai?), regizat de Kaneto Shindō - Yasukichi
- 1999: Niji no misaki (虹の岬?), regizat de Masahiko Okumura - Jun Kawada

#### Anii 2000
- 2000: Tsuribaka nisshi: 11 (釣りバカ日誌イレブン?), regizat de Katsuhide Motoki - Ichinosuke Suzuki
- 2001: Tsuribaka nisshi 12: Shijo saidai no kyuka (釣りバカ日誌１２ 史上最大の有給休暇?), regizat de Katsuhide Motoki - Ichinosuke Suzuki
- 2001: Taiga no itteki (大河の一滴?), regizat de Seijirō Kōyama - Shinichiro Koryo
- 2002: Tsuribaka nisshi 13: Hama-chan kiki ippatsu! (釣りバカ日誌１３ ハマちゃん危機一髪！?), regizat de Katsuhide Motoki - Ichinosuke Suzuki
- 2003: Kaze no jūtan (風の絨毯?), regizat de Kamal Tabrizi - Kinta Nakata
- 2003: Tsuribaka nisshi 14 (釣りバカ日誌１４ お遍路大パニック！?), regizat de Yūzō Asahara - Ichinosuke Suzuki
- 2004: Tsuribaka nisshi 15: Hama-chan ni asu wa nai? (１５ ハマちゃんに明日はない！？?), regizat de Yūzō Asahara - Ichinosuke Suzuki
- 2004: Shinkansen o tsukutta otokotachi (新幹線をつくった男たち?) (TV), regizat de Ichirō Takahashi - Shinji Sogo
- 2005: Tsuribaka nisshi 16 (釣りバカ日誌１６?), regizat de Yūzō Asahara - Ichinosuke Suzuki
- 2006: Tsuribaka nisshi 17 (釣りバカ日誌１７?), regizat de Yūzō Asahara - Ichinosuke Suzuki
- 2006: Kōkotsu no hito (恍惚の人?), regizat de Shirō Nakayama (TV) - Shigezo Tachibana
- 2007: À la diagonale de l'étoile polaire (北辰斜にさすところ Hokushin naname ni sasu tokoro?), regizat de Seijirō Kōyama - Katsuya Ueda

## Distincții
În lipsa unor indicații contrare sau complementare, informații menționate în această secțiune pot fi confirmate în baza de date IMDb.

### Decorații
- 1984: Medalia de Onoare cu panglică violetă
- 1993: Ordinul Soarelui Răsare, cl. a IV-a, raze de aur cu rozetă

### Premii
- 1987: Premiul juriului Festivalului Internațional de Film de la Cannes pentru filmul Shinran ou la voix immaculée[17]
- Premiul Academiei Japoneze de Film:
  - 1990: premiul pentru cel mai bun actor pentru interpretările sale din Tsuribaka nisshi și Rikyu
  - 1992: premiul pentru cel mai bun actor pentru interpretările sale din Musuko și Tsuribaka nisshi 4
  - 1996: premiul pentru cel mai bun actor pentru interpretarea sa din Mitabi no kaikyō
  - 2010: premiu special
- Premiul Panglica Albastră:
  - 1952: premiul pentru revelație masculină pentru interpretările sale din Le Bon Démon, Inochi uruwashi și Les Cahiers Inazuma
  - 1961: premiul pentru cel mai bun actor pentru interpretarea sa din Ōinaru bakujin[18]
  - 1980: premiul pentru cel mai bun actor în rol secundar pentru interpretarea sa din La vengeance est à moi[19]
  - 1990: premiul pentru cel mai bun actor pentru interpretarea sa din Rikyu
- Premiul Kinema Junpō:
  - 1966: premiul pentru cel mai bun actor pentru interpretarea sa din Le Détroit de la faim[20][21]
  - 1980: premiul pentru cel mai bun actor în rol secundar pentru interpretarea sa din La vengeance est à moi[22]
  - 1990: premiul pentru cel mai bun actor pentru interpretarea sa din Rikyu[23]
  - 1992: premiul pentru cel mai bun actor pentru interpretarea sa din Musuko
- Premiul Mainichi:
  - 1962: premiul pentru cel mai bun actor în rol secundar pentru interpretările sale din Le Trap și The Naked Child[24][25]
  - 1966: premiul pentru cel mai bun actor pentru interpretările sale din The Strait of Hunger și Nippon dorobō monogatari[26][27]
  - 1975: premiul pentru cel mai bun actor pentru interpretarea sa din Ranru no hata[28][29]
  - 1990: premiul pentru cel mai bun actor pentru interpretarea sa din Rikyu[30][31]
- Premiile Hōchi Film:
  - 1979: premiul pentru cel mai bun actor pentru interpretarea sa din La vengeance est à moi
  - 1989: premiul pentru cel mai bun actor pentru interpretările sale din Rikyu și Tsuribaka nisshi 2
- Premiile Nikkan Sports Film
  - 1991: premiul pentru cel mai bun actor pentru interpretarea sa din Musuko
- Festivalul de film Asia-Pacific:
  - 1995: premiul pentru cel mai bun actor în rol secundar pentru interpretarea sa din Femme épanouie

### Nominalizări
- Premiul Academiei Japoneze de Film:
  - 1978: premiul pentru cel mai bun actor pentru interpretările sale din Mont Hakkoda și L’Étendard des brumes
  - 1980: premiul pentru cel mai bun actor pentru interpretarea sa din La vengeance est à moi
  - 1987: premiul pentru cel mai bun actor pentru interpretarea sa din Promesse
  - 1991: premiul pentru cel mai bun actor în rol secundar pentru interpretările sale din Tsuribaka nisshi 2 și Tsuribaka nisshi 3
  - 1994: premiul pentru cel mai bun actor pentru interpretările sale din Le Grand Malade și Tsuribaka nisshi 6
  - 1995: premiul pentru cel mai bun actor în rol secundar pentru interpretarea sa din Tsuribaka nisshi 7
  - 2002: premiul pentru cel mai bun actor în rol secundar pentru interpretarea sa din Taiga no itteki

## Legături externe
- Rentarō Mikuni la Internet Movie Database
- Rentarō Mikuni pe Japanese Movie Database